# وکتور موتورز

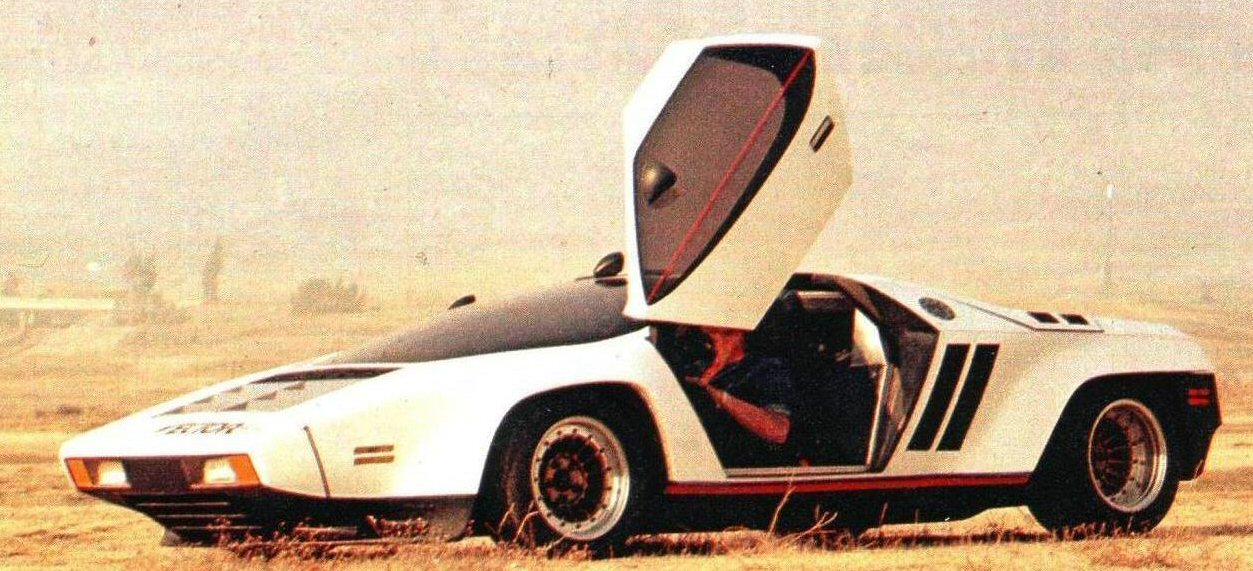
یک اتومیبل وکتور در سال ۱۹۷۹

وکتور موتورز (به انگلیسی: Vector Motors) نام یک شرکت سازنده خودروی سوپر اسپورت امریکایی است.
مرکز این شرکت (تأسیس ۱۹۷۱) در لس آنجلس در کالیفرنیا قرار دارد.